# Avatha gertae
Avatha gertae  là một loài bướm đêm thuộc họ Erebidae. Nó được tìm thấy ở Sumatra và Borneo.